# Olivia (Minnesota)
Olivia è un comune (city) degli Stati Uniti d'America e capoluogo della contea di Renville nello Stato del Minnesota. La popolazione era di 2 484 persone al censimento del 2010.

## Storia
Olivia è stata fondata nel 1878 e prende il nome, secondo la storia locale, da un agente di stazione di nome Olive. Un ufficio postale è in funzione ad Olivia dal 1879. Il capoluogo di contea fu trasferito da Beaver Falls ad Olivia nel 1900.

## Geografia fisica
Secondo lo United States Census Bureau, ha un'area totale di 2,34 miglia quadrate (6,06 km²).

## Società

### Evoluzione demografica
Secondo il censimento del 2010, c'erano 2 484 persone.

### Etnie e minoranze straniere
Secondo il censimento del 2010, la composizione etnica della città era formata dal 93,9% di bianchi, l'1,0% di afroamericani, lo 0,4% di nativi americani, lo 0,2% di asiatici, il 3,7% di altre razze, e lo 0,8% di due o più etnie. Ispanici o latinos di qualunque razza erano l'8,3% della popolazione.